# Sonate K. 442
La sonate K. 442 (F.388/L.319) en si bémol majeur est une œuvre pour clavier du compositeur italien Domenico Scarlatti.

## Présentation
La sonate K. 442, en si bémol majeur, notée Allegro, forme une paire avec la sonate précédente. La tension est ici essentiellement rythmique, avec de grands écarts à la main gauche. Parmi les harmonies espagnoles figurent des gestes instrumentaux tels que les trilles courts à la main droite.

## Manuscrits
Le manuscrit principal est le numéro 25 du volume X (Ms. 9781) de Venise (1755), copié pour Maria Barbara ; les autres sont Parme XII 21 (Ms. A. G. 31417), Münster II 38 (Sant Hs 3965) et Vienne B 34. Une copie figure à Lisbonne, ms. FCR/194.1 (no 6), et une autre à la Morgan Library, ms. Cary 703 (no 30).

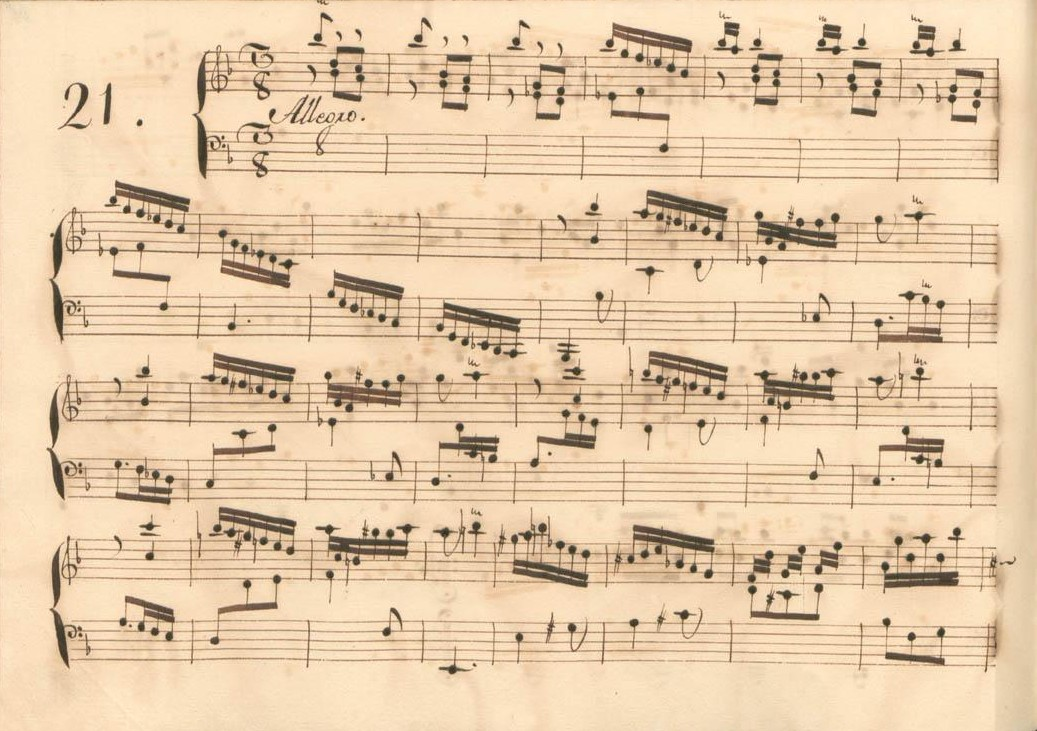
Parme XII 21.
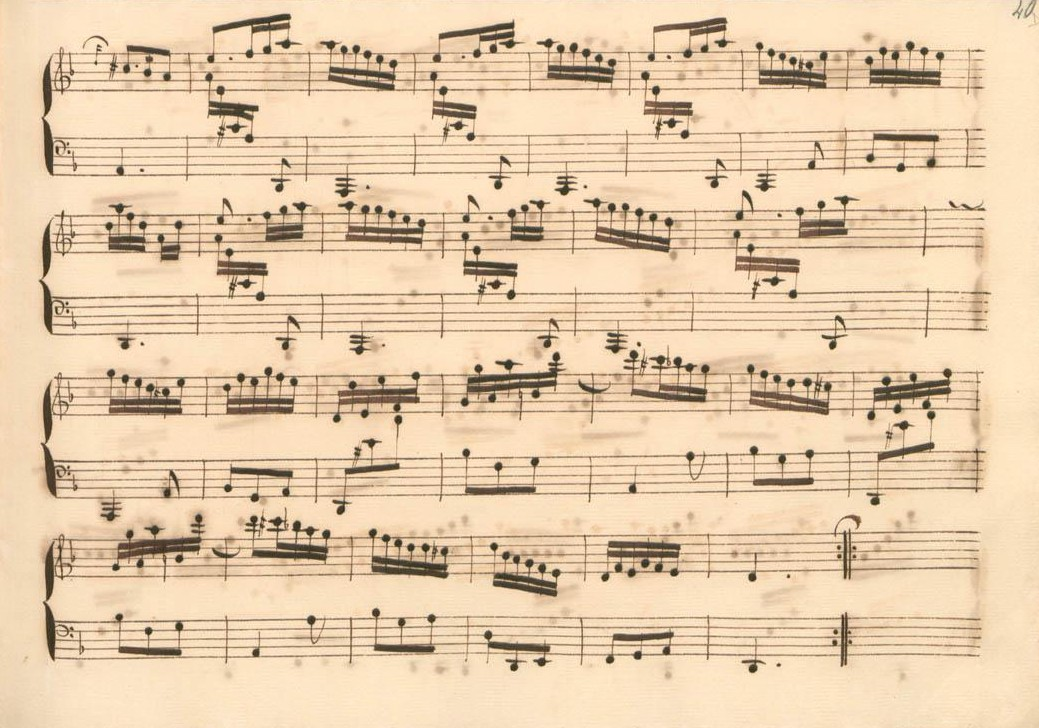
Parme XII 21 (fin de la première section).
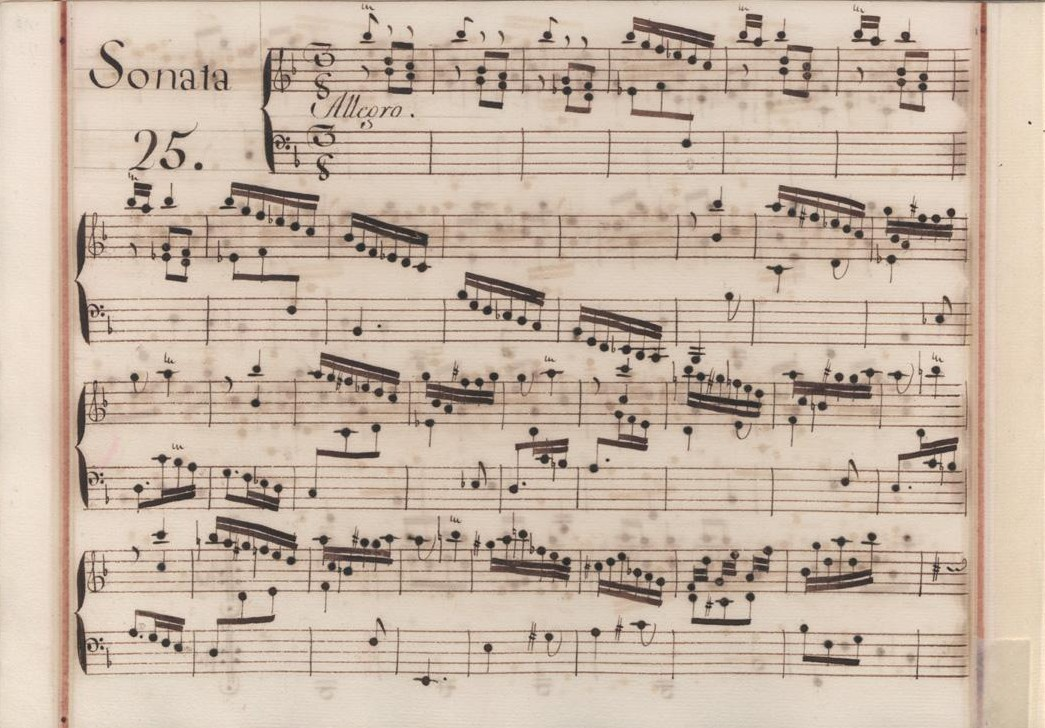
Venise X 25.
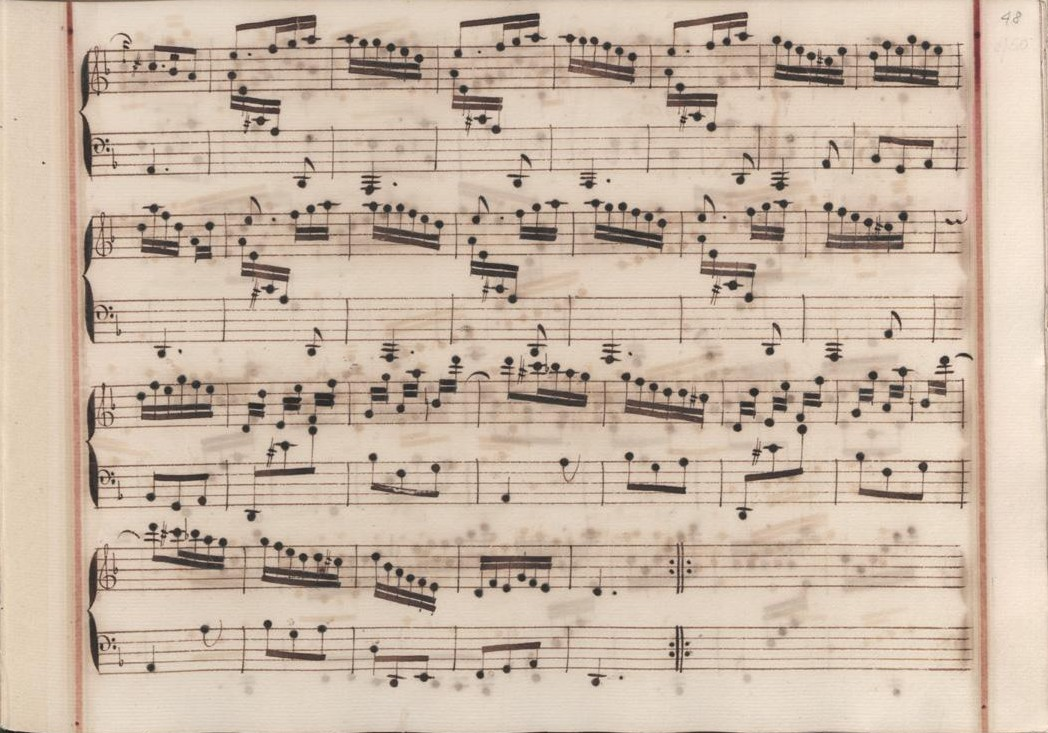
Venise X 25 (fin de la première section).
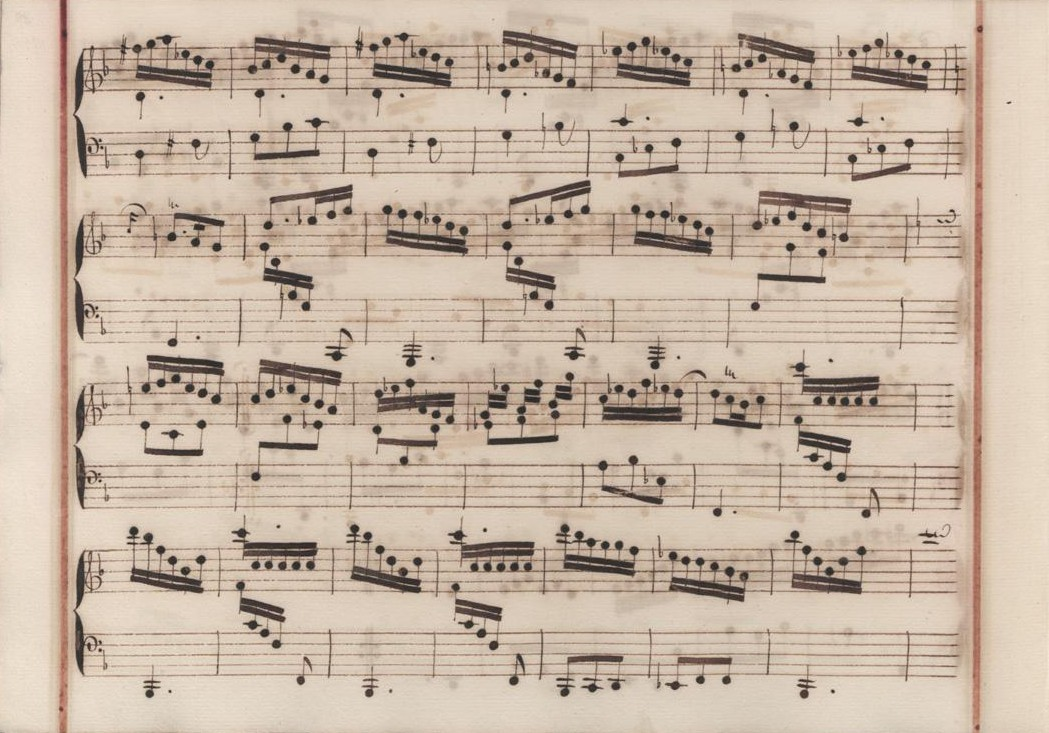
Venise X 25 (début de la seconde section).
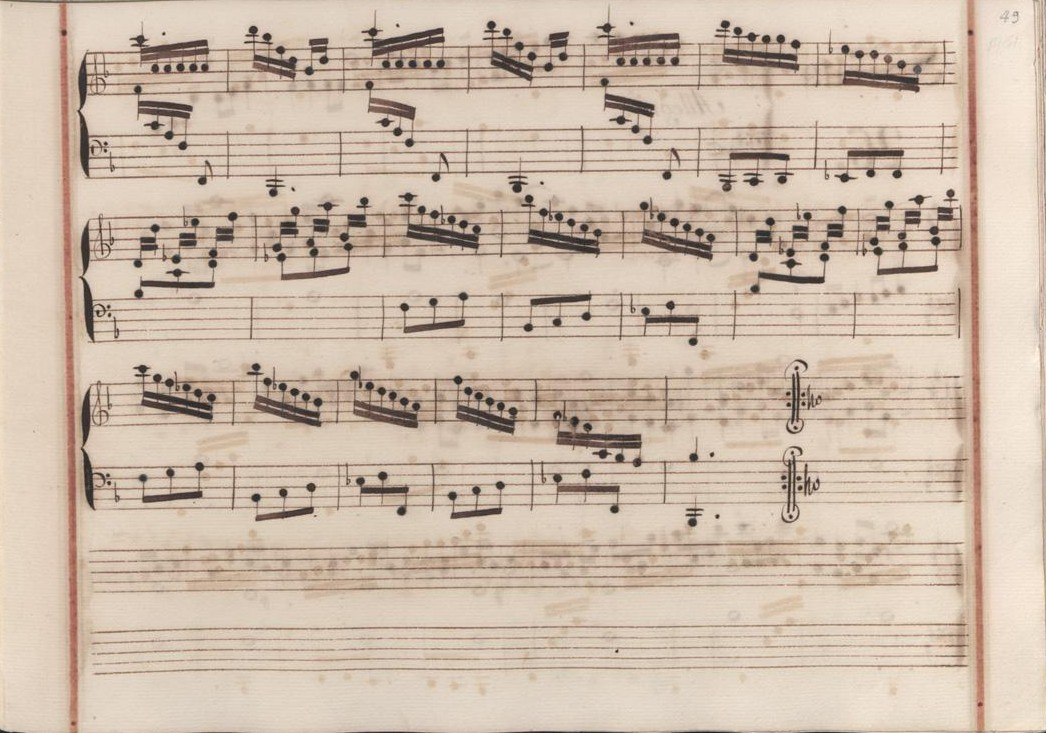
Venise X 25 (fin de la sonate).

## Interprètes
La sonate K. 442 est défendue au piano, notamment par Carlo Grante (2016, Music & Arts, vol. 5) et Goran Filipec (2017, vol. 19  Naxos 8.573590) ; au clavecin par Rafael Puyana (1984, Harmonia Mundi), Scott Ross (1985, Erato), Richard Lester (2003, Nimbus, vol. 4) et Pieter-Jan Belder (Brilliant Classics, vol. 10).

## Sources
: document utilisé comme source pour la rédaction de cet article.
- Ralph Kirkpatrick (trad. de l'anglais par Dennis Collins), Domenico Scarlatti, Paris, Lattès, coll. « Musique et Musiciens », 1982 (1re éd. 1953 (en)), 493 p. (ISBN 978-2-7096-0118-4, OCLC 954954205, BNF 34689181).
- Alain de Chambure, « Domenico Scarlatti : Intégrale des sonates — Scott Ross », Erato (2564-62092-2), 1985 (OCLC 891183737) .
- (en) Carlo Grante, « Domenico Scarlatti, intégrale des sonates pour clavier (vol. 5) », Music & Arts (CD-1294), 2017 (OCLC 1079366528) .
- (es) Celestino Yáñez Navarro (thèse), Nuevas aportaciones para el estudio de las sonatas de Domenico Scarlatti. Los manuscritos del Archivo de Música de las Catedrales de Zaragoza, Université autonome de Barcelone, 2016 (lire en ligne)